# Yūko Takeuchi
Yūko Takeuchi (jap. 竹内 結子 Takeuchi Yūko; ur. 1 kwietnia 1980 w Urawie, zm. 27 września 2020 w Tokio) – japońska aktorka, współpracująca z agencją Stardust Promotion.

## Życiorys
Została czterokrotnie nominowana do Nagrody Japońskiej Akademii Filmowej – trzykrotnie w kategorii najlepsza aktorka (w 2004 roku za film Yomigaeri, 2005 roku za Ima, ai ni yukimasu i 2006 roku za Haru no yuki) oraz w 2015 roku w kategorii najlepsza aktorka drugoplanowa za film Fushigi na misaki no monogatari.
27 września 2020 w wieku 40 lat została znaleziona martwa w swoim domu w Tokio. Poinformowano, że mogła umrzeć z powodu samobójstwa przez powieszenie. Jej śmierć wywołała dyskusje na temat sensu tzw. kultury skrytości.

## Życie prywatne
Yūko Takeuchi dwukrotnie zawarła związek małżeński. Pierwszy w latach 2005–2008 z aktorem Nakamurą Shidō II, z którym się rozwiodła po 3 latach małżeństwa, zaś drugi – w latach 2019–2020 (do chwili śmierci aktorki) – z Taikim Nakabayashim. 

## Filmografia

### Filmy
- 1998 – The Ring: Krąg jako Tomoko Oishi
- 1999 – Big show! Hawaii ni utaeba jako Rimi Takahashi
- 2002 – Yomigaeri jako Aoi Tachibana
- 2003: 
  - Night of the Shooting Stars jako Kana Aoshima
  - Jesień w Warszawie jako Yoko Aoki
- 2004: 
  - Niebiańska czytelnia – fajerwerki miłości jako Shoko / Natsuko
  - Ima, ai ni yukimasu jako Mio
- 2005 – Haru no yuki jako Satoko Ayakura
- 2007:
  - Closed Note jako Ibuki Mano
  - Middonaito Īguru jako Keiko Arisawa
- 2008 – Chīmu bachisuta no eikō jako Kimiko Taguchi
- 2009:
  - Naku Monka jako Tetsuko Yamagishi
  - General Rouge no Gaisen jako Kimiko Taguchi
- 2010:
  - Strawberry Night jako Reiko Himekawa
  - Flowers jako Kaoru
  - Golden Slumber jako Haruko Higuchi
- 2011:
  - Hayabusa jako Megumi Mizusawa
  - Boku to Tsuma no 1778 no monogatari jako Setsuko
- 2013:
  - Daikūkō jako Chigusa Ōkouchi
  - Strawberry Night jako Reiko Himekawa
- 2014:
  - Kuroi Fukuin jako Yasuko
  - Fushigi na misaki no monogatari jako Midori

### Seriale telewizyjne
- Romance jako Kotoe Kurasawa
- Furenzu jako Miyuki Matsuno
- Shiroi Kage jako Noriko Shimura
- Gakko no sensei jako Motoko Asakura
- Mukodono! jako Sakura Arai
- Ranchi no joō jako Natsumi Mugitai
- Egao no Hosoku jako Kurasawa Yumi
- Pride jako Aki Murase
- Fukigen na jiin jako Yoshiko Aoi / Jinko / Gene
- Bara no nai Hanaya jako Mio Shirato
- FlashForward: Przebłysk jutra jako Keiko Arahida
- Natsu no Koi wa Nijiiro ni Kagayaku jako Shiori Kitamura
- Strawberry Night jako Reiko Himekawa
- Miss Sherlock jako Sherlock